# 瀧澤毛螢金花蟲
瀧澤毛螢金花蟲（学名：Pyrrhalta takizawai）为金花蟲科毛螢金花蟲屬下的一个种。